# Francesco Elio Marchese
Francesco Elio Marchese (Napoli, prima metà XV secolo – Napoli, 1517) è stato un umanista italiano.

## Biografia
Scarne sono le informazioni biografiche su Francesco Elio Marchese. Si ritiene sia nato a Napoli nella prima metà del XV secolo da una famiglia originaria di Salerno. In età adulta prese parte alla prima fase della congiura dei baroni contro il re del Regno di Napoli Ferrante d'Aragona. Lo si ritrova poi a Roma nelle vesti di segretario del cardinale Oliviero Carafa, giuntovi dopo il 1469, forse al seguito di Lucrezia d'Alagno. Nella città eterna frequentò vari circoli culturali, entrando in contatto con personalità quali Pomponio Leto e aggiungendo come secondo nome "Elio" al proprio, in accordo con la consuetudine del tempo di adottare secondi nomi o soprannomi in omaggio ai classici. Contribuì quindi a far diffondere in città la stampa e a curare nel 1473 le Vite e dottrine dei filosofi illustri, vasto trattato biografico-filosofico di Diogene Laerzio. Nel 1475 contribuì con Giovanni Ludovico Toscano ed Angelo Sabino nella stesura di un'edizione speciale delle opere poetiche di Orazio, comprendente – tra le altre – l'Ars poetica. Mantenne comunque anche rapporti con i circoli culturali napoletani, tra cui quello frequentato da Giovanni Pontano: nel 1486 infatti fece ritorno nella città partenopea, dove seguì il gran siniscalco Pietro di Guevara, marchese di Vasto, nei suoi incarichi a corte, prendendovi così anch'egli parte. L'anno seguente si spostò a Castellammare di Stabia, dove rivestì la carica di sostituto doganiere, mentre a partire dal 1494 fino al 1496 fu professore di retorica a Roma. Di quest'ultimo anno è l'opera per il quale noto Francesco Elio Marchese, ossia il Liber de neapolitanis familiis, nel quale si rifà al Nobilitatis neapolitanæ defensio di Tristano Caracciolo, venendo in seguito ripreso da Carlo Borrello nella sua Difesa della nobiltà napoletana. Continuò a spostarsi tra Napoli e Roma anche nei suoi ultimi anni di vita, che si considera terminata nel 1517. Ignoto è il suo luogo di morte, che si ritiene tuttavia essere Napoli, in quanto Francesco Elio Marchese fu sepolto nella chiesa di San Pietro a Majella, sebbene della sua tomba non vi siano più tracce.